# Lucilia retroversa
Lucilia retroversa este o specie de muște din genul Lucilia, familia Calliphoridae, descrisă de James în anul 1971.
Este endemică în Bahamas. Conform Catalogue of Life specia Lucilia retroversa nu are subspecii cunoscute.